# زعفرانیه
زَعفَرانیه یکی از محله‌های منطقه ۱ شهرداری تهران واقع در شمال شهر تهران و منطقه شمیران است. این محلّه که در کوهپایه‌های البرز قرار دارد، و آمیزه‌ای از شهرسازی مدرن و سنّتی در آن به چشم می‌خورد. زعفرانیه یکی از گران‌قیمت‌ترین و اعیان نشین ترین مناطق تهران است.همچنین در زعفرانیه آپارتمان و پنت هاوس هایی وجود دارد که قیمت آنها تا یک میلیارد تومان به ازای هرمتر میرسد.
زعفرانیه از شمال به ارتفاعات توچال، از جنوب به خیابان ولیعصر و محمودیه، از شرق به تجریش و از غرب به رودخانه ولنجک محدود می‌شود. زعفرانیه یکی از مرتفع‌ترین محله‌های پایتخت است و ۱۶۵۰ تا ۱۸۰۰ متر از سطح دریا ارتفاع دارد.
این محله در ناحیه ۲ از منطقه ۱ شهرداری تهران قرار دارد اماکن مهمی نظیر کاخ موزه سعدآباد، فرمانداری شهرستان شمیرانات، دادگاه ویژه روحانیت و چندین سفارتخانه از جمله سفارت ژاپن، آفریقای جنوبی و برزیل در این محله قرار دارند.
زعفرانیه به دلیل قرار گرفتن بر روی گسل شمال تهران، درصورت بروز زلزله درمعرض آسیب جدی خواهد بود. بخش شمالی محلّه نیز که زیر تله کابین توچال قراردارد، در معرض رانش زمین است.

## تاریخچه

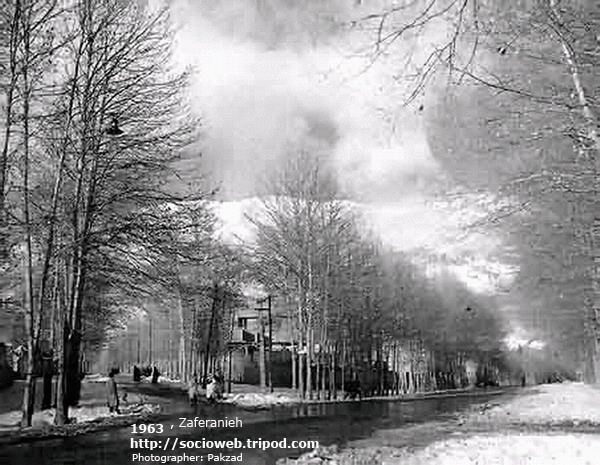
سه راه زعفرانیه در خیابان ولیعصر، سال ۱۹۶۳

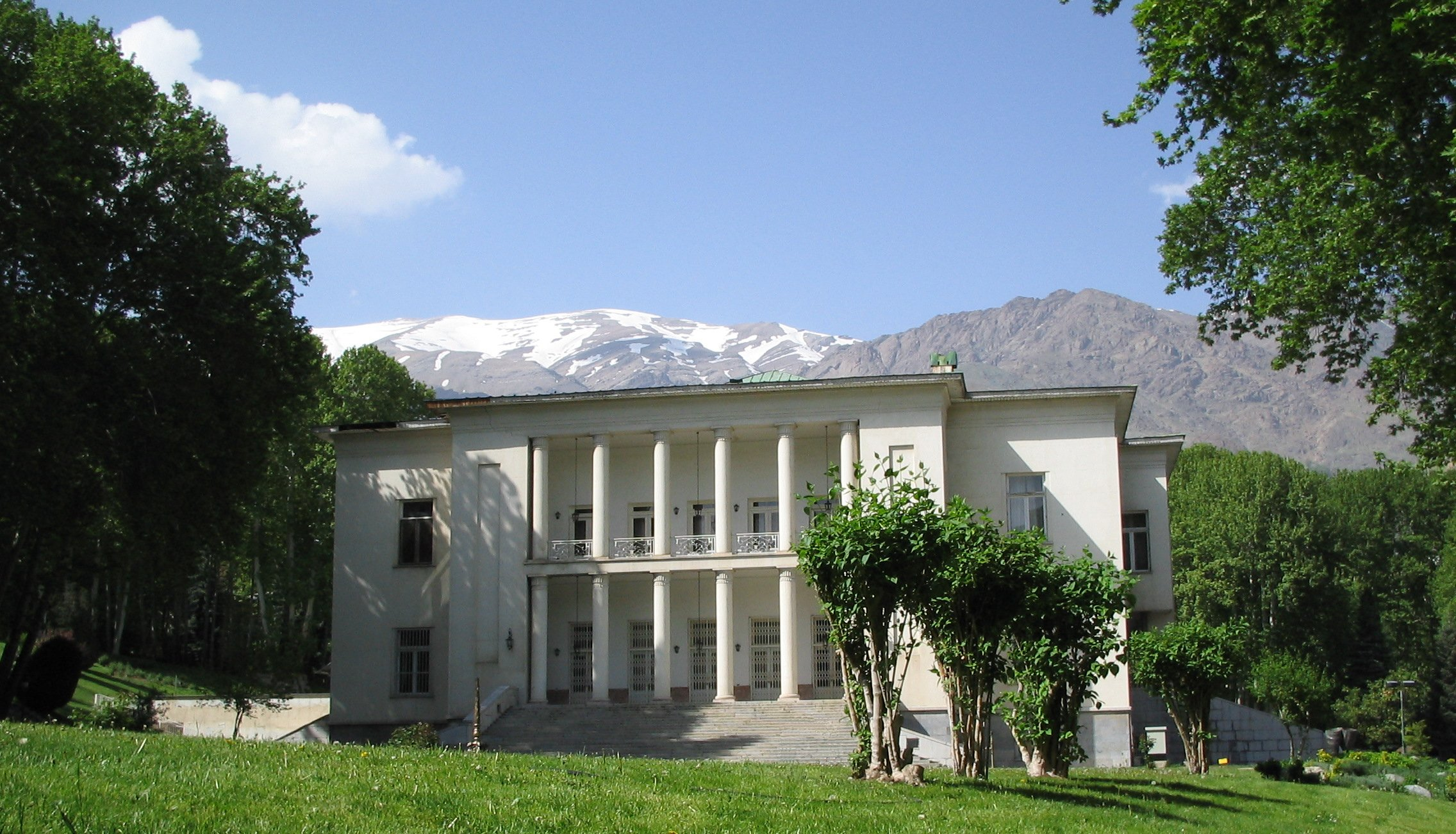
کاخ ملت از مجموعه سعدآباد در مجاورت زعفرانیه

زعفرانیه روستایی واقع در شمال غربی تجریش بین سعدآباد و ولنجک بوده‌است که از شمال به آبریز کوه، از جنوب به محمودیه، از غرب به ولنجک و از شرق به تجریش محدود بوده‌است.
حسین‌علی خان مویدالممالک صاحب بخش عظیمی از زمین‌های آن بوده‌است و بیش‌ترین زمین‌های که تا نزدیکی باغ فردوس ادامه داشته، زراعی محسوب می‌شده‌است. پس از احداث خیابان پهلوی (ولیعصر کنونی) جاده‌ای برای دسترسی به اسدآباد کشیده شد که از حدود باغ فردوس شروع و به سمت شمال سعد آباد ختم می‌شد، زعفرانیه امروزی در واقع حاشیه همین خیابان قدیمی می‌باشد.
یکی از محل‌های قدیمی زعفرانیه اسدآباد است، که بسیاری از پیرمردان و پیرزنان محلی باغ‌های معروف اسدآباد را به خوبی به یاد دارند و از هوای پاکی که آن روزها استنشاق می‌کردند به حسرت سخن می‌گویند از معروف‌ترین این باغ‌ها می‌توان به باغ زند کریمی، باغ خانم مروان، باغ حاجی کلاهی و باغ خیامی اشاره کرد. از این چند باغ معروف تنها باغ خیامی است که هنوز شکل و شمایل گذشته اش را تا حدودی حفظ کرده و دستخوش تغییر نشده‌است. محله اسدآباد در میان محله‌های ولنجک تا زعفرانیه و قرار گرفته‌است که از سمت شمال به ارتفاعات البرز و از سمت شرق به رودخانه سعدآباد و از سمت غرب به خیابان شهید سرلشکر فلاحی زعفرانیه سابق محدود می‌شود. اکثر کوچه‌های منشعب از خیابان اصلی بن‌بست بوده‌است؛ هم چون خود محله که در بن‌بست کوه البرز قرار دارد و با حرکت از سمت جنوب به سمت شمال محله تغییر سبک معماری بیش تر مشهود می‌گردد. در بخش‌های شمال قدمت خانه‌ها بیش تر است و تغییر بافت جدید به قدیم پررنگ‌تر به چشم می‌آید و کوچه‌ها نیز تنگ‌تر می‌شوند. محله اسدآباد یکی از محله‌های قدیمی شمیران است که اگر چه وسعت چندانی ندارد ولی در گذشته به دو قسمت محله بالا و محله پایین تقسیم می‌شده‌است.
اصلی‌ترین راه‌های دسترسی اهالی به کوچه‌های قدیمی خیابان سرلشکر فلاحی (زعفرانیه سابق) است. ابتدا اکبری‌ها و سپس زارعی‌ها و سپانلوها طوایف اولیه‌ای بودند که از سمت نایین اصفهان و استرآباد گرگان به این محل مهاجرت نمودند و پایه‌گذار این محل بودند. در این محل یک باب حمام، آب انبار خدائی و چهار قنات وجود داشته‌است. از نظر قشر بندی می‌توان اهالی این محل را در بدو شکل‌گیری محل افراد متوسطی دانست. در ابتدا این محل به دلیل اداره برقی که در آن وجود داشت برق بامداد نامیده می‌شد و بعدها به نام زعفرانیه تغییر نام داد.

## واژه‌شناسی
زعفرانیه یکی از نام‌های دوران قاجار است و عده‌ای نیز بر این عقیده‌اند که چون کاخ سعدآباد در این منطقه به رنگ زعفرانی بوده‌است، به تدریج به وسیله مردم زعفرانیه نام گرفته‌است؛ زیرا کسانی که می‌خواستند به این منطقه بروند نشانی در زعفرانی کاخ را که در آن زمان مشهورترین سازه منطقه بوده‌است، می‌دادند. زعفرانیه، فاقد سابقه تاریخی مانند دیگر آبادی‌های همجوار خود نظیر؛ اوین و تجریش است، و حتی در دوره ناصری زمانی که از مزرعه اسدآباد واقع در غرب تجریش از املاک معیر الممالک در متون قاجاری یاد می‌شود، نامی از زعفرانیه نمی‌بینیم. به تعبیری دیگر تا اوایل سده چهار هجری زعفرانیه وجود خارجی نداشته‌است. اراضی زعفرانیه و باغ فردوس را حسین علی خان معیر الممالک پسر دوست علی خان معیر الممالک خریداری کرد، و بعد عمارت باغ فردوس را در آن جا بنا نهاد. دکتر منوچهر ستوده در سخنی از وجه تسمیه زعفرانیه می‌گوید:
«اراضی زعفرانیه بخشوده محمد شاه قاجار به یکی از کنیزانش مشهور به زعفران باجی بوده‌است»
به هر صورت تا دوران رضا شاه اراضی زعفرانیه به صورت بایر و بخشی از آن کشتزار کشاورزان شمیرانی بود. در اواخر حکومت محمدرضا پهلوی هنوز در آن حوالی زمین‌هایی بود که گندم کشت می‌شد.
از طرف دیگر با کمک شوکت الملک پنجاه من پیاز زعفران در سعد آباد کاشتند، که خوب به عمل آمد، و این کشت زعفران هم نزدیک خیابان زعفرانیه بود، که کم‌کم این خیابان به نام زعفرانیه خوانده شد.

## آب و هوا
زعفرانیه به دلیل واقع شدن در ارتفاع ۱۶۵۰ تا ۱۸۰۰ متر بالاتر از سطح دریاهای آزاد، نسبت به سایر مناطق پایتخت خنک تر بوده و دارای آب و هوای معتدل کوهستانی می‌باشد.

## حمل و نقل عمومی
محله زعفرانیه دارای یک خط رفت و برگشت تاکسی از مبدأ اسدآباد به مقصد میدان تجریش می‌باشد؛ همچنین تاکسی‌های ولنجک نیز از همین مسیر عبور کرده و خیابان آصف این محله را پوشش می‌دهد. تاکسی‌های بی‌سیم کشوری هم محله زعفرانیه را به‌طور کامل پوشش می‌دهند.
نزدیک‌ترین ایستگاه مترو به زعفرانیه، ایستگاه متروی تجریش می‌باشد که به راحتی از طریق تاکسی‌های این محله در دسترس می‌باشد.

## مراکز خرید
- مرکز خرید زعفرانیه پلازا
- مرکز خرید بامیک زعفرانیه
- مرکز خرید پالادیوم
- بازار روز میوه و تره بار الف[۴]

## خیابان‌ها و میادین اصلی
- خیابان زعفرانیه (سرلشکر فلاحی)
- خیابان مقدس اردبیلی (پیراسته)
- خیابان الف
- میدان الف
- خیابان آصف (شهيد اعجازی)
- میدان آصف (شهيد اعجازی)
- خیابان ماکویی پور
- بلوار بهزادی
- خیابان مهر (علی حسینی)
- خیابان نیاززاده
- خیابان پسیان
- خیابان کیهان
- خیابان زال زر (مردانی)
- خیابان روستاییان

## بوستان‌ها
- بوستان زعفرانیه
- بوستان ولنجک
- بوستان ریحان (آصف)
- بوستان ارغوان
- بوستان تندرستی (ساسان)

## مدارس
- دبستان پسرانه شهید فرهنگیان (دولتی)
- دبستان دخترانه آفتاب آذرین (غیردولتی)
- راهنمایی پسرانه هجرت (دولتی)
- دبیرستان دخترانه سمیه (دولتی)
- راهنمایی و دبیرستان پسرانه فارابی (غیردولتی)
- دبستان و راهنمایی و دبیرستان دخترانه شهید مهدوی (غیردولتی)
- دبستان و راهنمایی و دبیرستان شهید صادقی (دولتی)
- پیش دبستان و دبستان پسرانه خاتم (غیردولتی)

## سفارت خانه‌ها
- سفارت آفریقای جنوبی
- سفارت برزیل
- سفارت یمن
- سفارت ویتنام
- سفارت غنا
- سفارت بلاروس[۴]
- سفارت ژاپن
- سفارت سوریه

## اماکن مهم
- کاخ موزه سعدآباد
- عمارت تماشاگه زمان
- فرمانداری شهرستان شمیرانات
- دادگاه ویژه روحانیت
- بنیاد ملی نخبگان

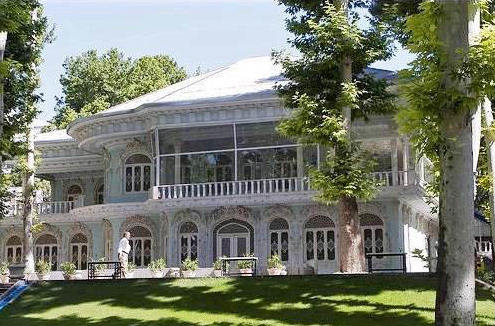
عمارت تماشاگه زمان

- کانون پرورش فکری کودکان و نوجوانان
- رصدخانهٔ زعفرانیه
- دانشگاه آزاد اسلامی واحد علوم دریایی
- صندوق مهر امام رضا
- فرهنگستان هنر[۴]